# 斎藤文一
斎藤 文一（さいとう ぶんいち、1925年8月13日- 2017年10月20日）は、日本の宇宙物理学者、宮沢賢治研究家。新潟大学名誉教授。岩手県北上市出身。

## 来歴・人物
岩手県立黒沢尻中学校を経て、東北大学理学部卒業、同大学院で1962年、理学博士の学位を取得。博士論文は「夜光発光機構の研究」。オーロラの研究者として南極観測隊（第5次夏隊、1960年 - 1961年）に加わったのち、新潟大学理学部教授を務める。
詩人でもあり、詩誌『歴程』同人。宮沢賢治の研究家としても知られ、宮沢賢治学会イーハトーブセンターの設立発起人（1990年）や宮沢賢治イーハトーブ館の初代館長（1992年-1994年）も務めた。
2017年10月20日、肺炎のため、新潟市内の病院で死去、92歳。

## 親族
長女は文芸評論家・斎藤美奈子。次女はライターで韓国語の翻訳家・斎藤真理子（パク・ミンギュ『カステラ』の翻訳で2015年に第1回日本翻訳大賞受賞）。

## 受賞
- 1977年 - 『宮沢賢治とその展開』で、第15回藤村記念歴程賞[7]
- 1991年 - 『宮沢賢治　四次元論の展開』で、第6回岩手日報文学賞賢治賞[8]

## 著作

### 単著
- 『宮沢賢治とその展開 氷窒素の世界』（1977年、国文社）
- 『宮沢賢治と銀河体験』（1980年、国文社）
- 『宮沢賢治 四次元論の展開』（1991年、国文社）
- 『空の色と光の図鑑』（1995年、草思社）
- 『銀河系と宮沢賢治 落葉広葉樹林帯の思想』（1996年、国文社）
- 『アインシュタインと銀河鉄道の夜』（2001年、新潮選書）
- 『宮沢賢治の春 その光と風のエッセイ』（2002年、国文社）
- 『宮沢賢治の世界 銀河系を意識して』（2003年、国文社）
- 『科学者としての宮沢賢治』（2010年、平凡社新書）

### 共著
- 『宮沢賢治星の図誌』（1988年、平凡社）共著：藤井旭
- 『希望の未来へ　市民科学者・高木仁三郎の生き方』（2004年、七つ森書館）共著：久米三四郎、鎌田慧、佐高信、澤地久枝ほか